# Tatiana Potîng
Tatiana Potîng (n. 4 februarie 1971) este filolog, conferențiar universitar și politiciană din Republica Moldova, fost viceprim-ministru pe probleme sociale al Republicii Moldova în perioada 30 mai 2013 – 18 februarie 2015. Între anii 2009 - 2013 a exercitat funcția de viceministru al educației.
Până în anul 2018 a fost vicepreședinte al Partidului Liberal Reformator (PLR) și președinte al Organizației de Femei a PLR,

## Biografie
Între 1993 și 1998 a fost profesoară la liceul teoretic „B.P. Hasdeu" din Bălți. În perioada 1998 - 2009 a fost asistent universitar, lector, lector-superior la catedra Literatura Română și Universală, Universitatea de Stat „Alecu Russo", Bălți. Din 2009 pînă în 2013 - viceministru la Ministerul Educației din Republica Moldova. În perioada 2012-2013 a fost director executiv în proiectul „Parteneriat Global pentru Educație din RM”. Din 2013 până în 2015 a fost viceprim-ministru în guvernul RM. Între anii 2015 - 2019 a fost prorector la Universitatea de Stat „Dimitrie Cantemir”. 

Din 2019 este cercetător superior la Institutul de Filologie Română „B.P. Hasdeu”, conferențiar universitar la Universitatea de Stat din Moldova.
Autoarea studiului „Personajul cu povestea sa” a manualului „Introdcere în Teoria Literaturii” și autoare peste 40 de articole științifice în reviste de specialitate și volume colective.
Tatiana Potîng este căsătorită și are doi copii.